# Pythia

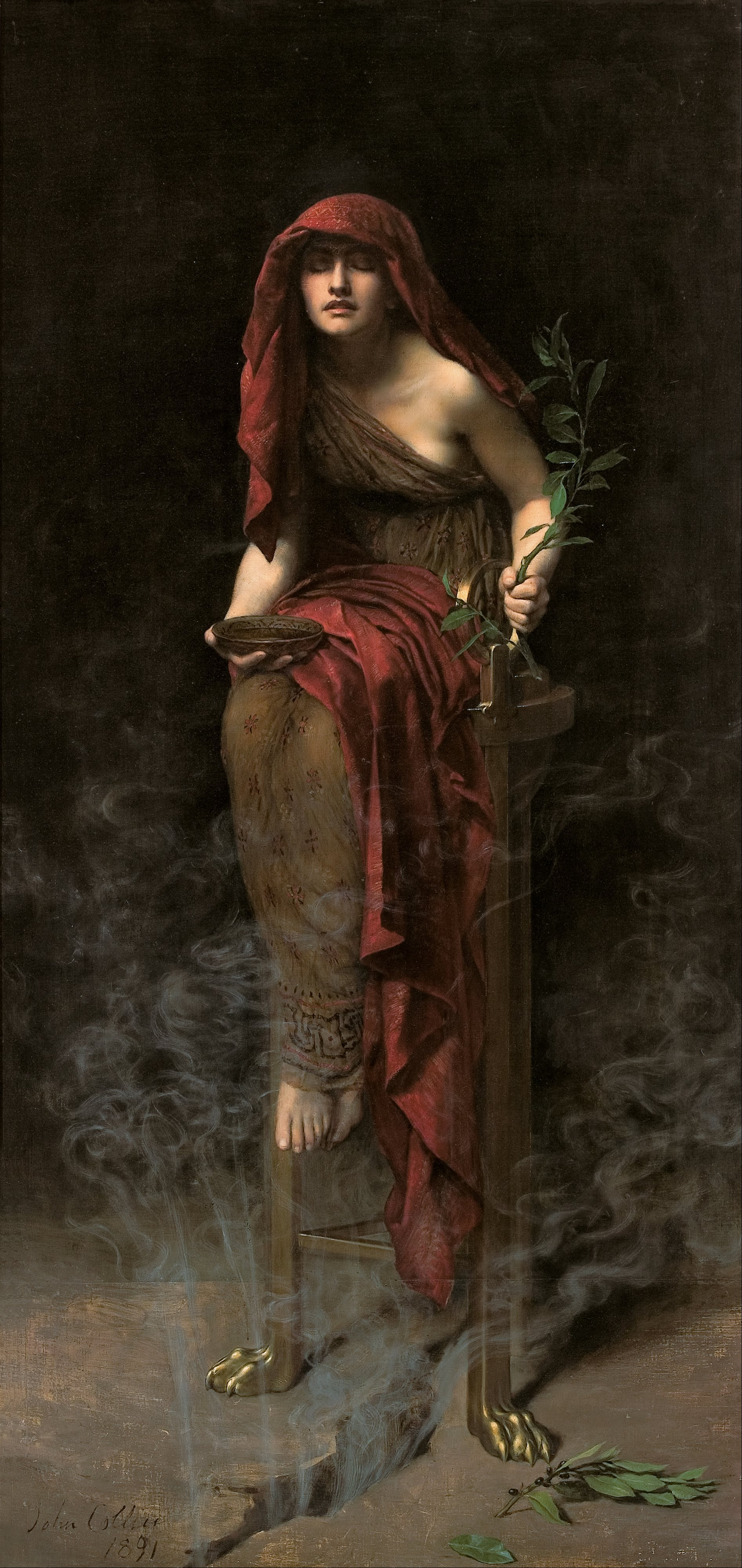
Priestess of Delphi (1891) von John Collier. Die Priesterin wird durch das aufsteigende Pneuma inspiriert.

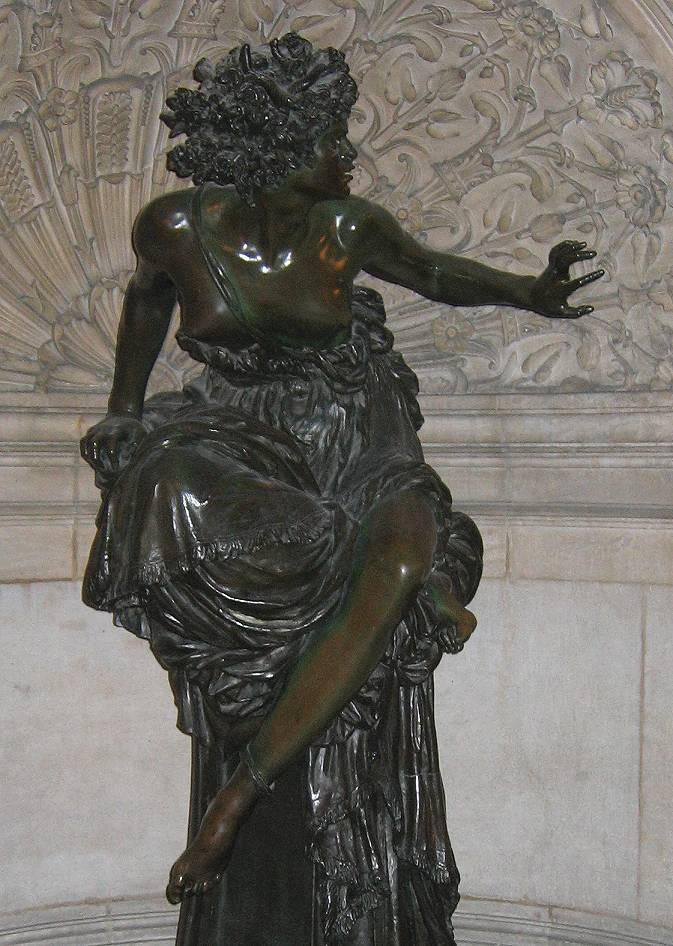
Pythia, Statue von Marcello, 1870

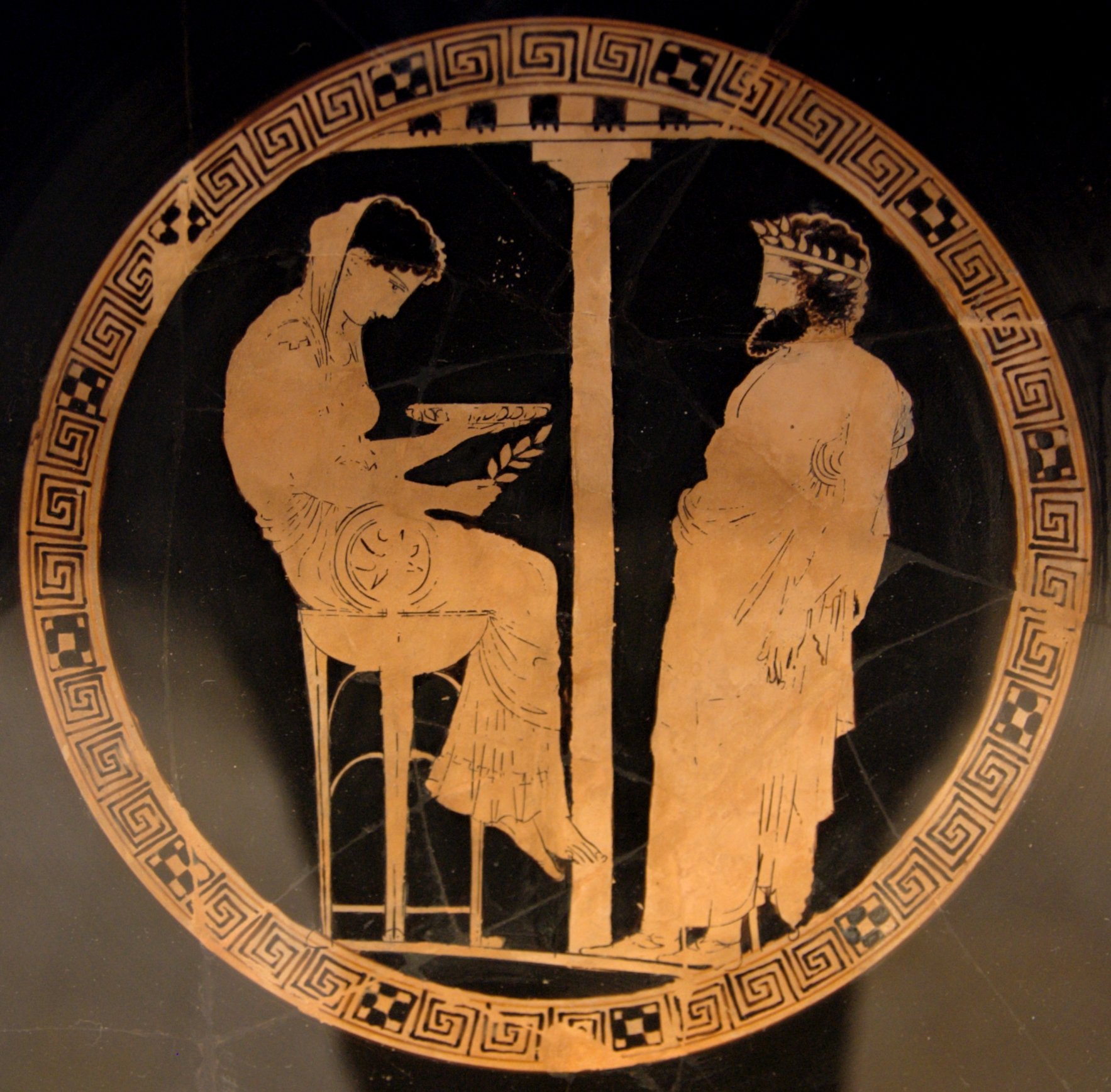
Themis in der Rolle der Pythia prophezeit dem Aigeus einen Sohn (attische Kylix aus Vulci, etwa 440/430 v. Chr.)

Pythia (altgriechisch Πυθία Pythía, vergleiche Pythios) war die Bezeichnung für die amtierende weissagende Priesterin im Orakel von Delphi, die in veränderten Bewusstseinszuständen ihre Prophezeiungen verkündete. Sie saß im Adyton des Apollontempels auf einem Dreifuß über einem Erdspalt (χάσμα chásma). Ein aus diesem Spalt austretendes Gas versetzte die Pythia in eine Art Trance. Laut Pausanias glaubte man, dass diese Gase von der nahen Quelle Kassotis stammten, deren Wasser im Untergrund versickerte. Die prophetische Gabe wurde ihr nach damaliger Vorstellung durch die Besessenheit von Gott Apollon verliehen.

## Rolle als Orakel
Eine Pythia wurde aus den Einwohnerinnen von Delphi ausgewählt. Ihr sozialer Stand scheint (zumindest zeitweise) keine Rolle gespielt zu haben. Die Weihung zur Priesterin erfolgte ursprünglich und normalerweise in ihrer Jugend, nach einem Übergriff eines thessalischen Feldherrn namens Echekrates sollen die Delphier beschlossen haben, nur noch betagten Frauen das Amt zu übergeben. Eine Pythia musste jungfräulich bleiben. Erste Pythia soll Phemonoe, Tochter Apollons oder seines Sohnes Delphos, gewesen sein.
Cicero bemerkte in seinem Werk De divinatione (Über die Wahrsagung): „Im übrigen meine ich, dass es auch gewisse Ausdünstungen der Erde gab, die in den Geist eindrangen, so dass er Orakel ausstieß.“ Der griechische Schriftsteller Plutarch bezeugte, dass einst eine Pythia als Folge der – wohl durch Dämpfe verursachten – Ekstase unter Krämpfen starb. Die Pythia antwortete in ihren prophetischen Verlautbarungen unverständlich und musste von einem Priester interpretiert werden.

## Erklärungsversuche
Einer neuen These eines griechisch-italienischen Forscherteams unter Leitung des italienischen Geologen Giuseppe Etiope nach wurde in der relativ kleinen Kammer der Sauerstoff durch ansonsten nicht giftige Gase verdrängt. Der bei der Pythia entstehende Sauerstoffmangel habe sich dann in einer Art Trunkenheit geäußert.